# Neve Bradbury
Neve Bradbury (Melbourne, 11 de abril de 2002) es una deportista australiana que compite en ciclismo en la modalidad de ruta. Ganó una medalla de plata en el Campeonato Mundial de Ciclismo en Ruta de 2024, en la prueba de ruta sub-23.

## Medallero internacional
| Campeonato Mundial | Campeonato Mundial | Campeonato Mundial | Campeonato Mundial |
| Año                | Lugar              | Medalla            | Competición        |
| ------------------ | ------------------ | ------------------ | ------------------ |
| 2024               | Zúrich (Suiza)     | Medalla de plata   | Ruta sub-23        |